# 류원정 (가수)
류원정(柳洹廷, 1994년 7월 31일 ~  )은 대한민국의 트로트 가수, 음악가이다.

## 학력
- 진성초등학교 (경북 경산시)
- 진량중학교
- 한림연예예술고등학교

## 생애
1994년 7월 31일 경상북도 경산시에 태어났다.
비교적 어린 나이에 활동하게 된 여성 트로트 가수로, 최근 유행하는 세미트로트 형식이 아닌 정통 트로트를 지향하며 청아하고 부드러운 음색이 강점이다.
한림예고 실용음악과 1기 졸업생으로 크리스탈, 동호, 수빈, 남태현 등과 동기생이며, 특히 남태현과는 같은 반이었다. 처음에는 트로트가 아닌 아이돌 연습생으로 시작했으나 소속사의 부도로 데뷔가 무산되었다. 이후 어릴 적부터 소질을 보였던 트로트를 부르면서 진가를 발휘하기 시작하였다.
KBS에서 진행된 '후계자'(트로트 부활 프로젝트)라는 오디션 프로그램에서 당시 22살의 나이로 우승을 함으로써 이름이 알려졌다. 당시 '울어라 열풍아'를 불러 '리틀 이미자'라는 별명과 함께 큰 호평을 받았다. 1년 뒤인 2016년 9월 7일에 데뷔 앨범 '심지'를 발표하면서 활발한 활동을 시작하였으나, 2019년 전(前) 소속사와의 계약 문제로 활동을 중단하게 되어 약 1년이 지난 2020년부터 활동을 재개하였다. 2020년 연말부터 2021년 연초까지 방영된 TV조선 내일은 미스트롯2에 참가했고, 2023년 연말에는 MBN 현역가왕에 참가하여 이름을 알렸다.
아담한 키와 귀엽고 단아한 매력을 가지고 있으며, 진중한 목소리 톤으로 호소력 짙으면서 섬세한 표현력을 갖고 있다는 평을 받는다.

## 음반
- 2015. 10. 컴필레이션 앨범 《영도 테마 노래》
- -- 수록곡 : 태종대 등대
- 2015. 12. 컴필레이션 앨범 《한·중 우정의 노래 (中韩友情之歌)》
- -- 수록곡 : 실크로드, 상하이 연인과 부산항 연인, 봉황열반 욕화중생
- 2016. 09. 싱글 앨범 《심지》
- -- 수록곡 : 심지, 그대 꽃잎 딛고 오는가
- 2018. 05. 싱글 앨범 《REBORN》
- -- 수록곡 : 사랑해요 아버지, 단 한 사람
- 2018. 11. 싱글 앨범 《복덩이》
- -- 수록곡 : 복덩이

## 방송 활동
- 2015년 KBS2 《트로트 부활 프로젝트 : 후계자》 우승
- 2015.10.12. KBS1 《가요무대》 첫 출연. 조미미의 "서귀포를 아시나요"(1973년)
- 2016년 K-STAR 《생방송 스타뉴스》
- 2018년 채널A플러스 《박시연의 멋 좀 아는 언니》
- 2018년 KBS1 《아침마당》 도전! 꿈의 무대
- 2018년 KBS2 《불후의 명곡 - 전설을 노래하다》 장윤정편, 3승(준우승)
- 2020년 BBS 불교방송, 《김흥국의 백팔가요》 출연
- 2020년 TBN 경인교통방송, 《차차차》 출연
- 2020년 부산MBC 《숨트덕》(숨은 트로트가수 덕질하기) 출연
- 2020년 안동MBC 풍기인삼축제, 《신동의 화끈한 트로트》 출연
- 2020년 TV조선 《내일은 미스트롯2》 현역부A 출연, 준결승 진출, 최종 14위
- 2021.04.14. KBS 《아침마당》 도전! 꿈의 무대 '금의 환향' 편
- 2021.04.14. 대구 북구, 금호강 하중도 유채꽃밭 미니콘서트 출연
- 2021.06.11. 부산KBS 《아침마당》 출연.
- 2021.06.11. 예천, 《찾아가는 전국민 희망콘서트》 출연.
- 2021.07.26. 유튜브 엘프TV 《콩자반쇼》 (신재동&김명선 진행) 출연.
- 2021.08.12. 여수MBC 《오마이싱어(106회)》 (용이&명지 진행) 출연.
- 2022.03.01, 03.29, 05.03. TV조선 《화요일은 밤이 좋아》 출연
- 2023.03.27. KBS1 《가요무대》 36회째 출연. "동백 아가씨"(1964년) - 이미자 노래로만 22회째 출연.
- 2023.06.12. KBS1 《가요무대》 37회째 출연. 김해연의 "압록강 칠백 리"(1959년)
- 2023.11.28~  MBN 《현역가왕》 출연

## 여담
- 어렸을 적 부모님께서 봉봉을 운영하셨다고 한다.

- 취미는 댄스, 영화감상, 바둑, 등산, 낚시, 맛집탐방 등 다양하다.

- 이미 대구광역시에서는 8살 때부터 모든 가요제 행사는 다 휩쓸고 다닐 만큼 유명했다고 한다. 청소년 가요제 LG 페스티벌 은상, 대상을 수상했고, CJ 음악 피디 눈에 띄어 2004년(당시 초등학교 4학년)에 Mnet이 주최한 장충체육관 행사에서 보아 다음 차례로 노래를 부르는 게스트 가수로 초대된 일도 있었다. 트로트는 배우지도 않았는데 어릴 때부터 스스로 흥얼거리며 터득했다고 한다.